# مارین سوئر

من دریافته‌ام که تحقیق در زمینه‌های پزشکی و زیست‌پزشکی، به‌ویژه در دانشگاه‌ها، می‌تواند احساس انزوا ایجاد کند و گاهی با شکست‌ها و ناامیدی‌ها همراه باشد. با وجود این مشکلات، فکر می‌کنم مهم‌ترین درسی که آموخته‌ام این است که نباید موانع کوچک شما را از اهداف‌تان بازدارند و نباید از این‌که از مسیر مشخصی منحرف شوید، بترسید، اگر این تغییرات شما را به سمت یک شغل شخصی و رضایت‌بخش‌تر هدایت کند.

مارین سوئر
مارین سوئر (۱۹۷۲–۲۰۱۶) یک داروشناس و استاد در دانشگاه کالیفرنیا، سن دیگو بود که به خاطر تحقیقاتش در زمینه بیوسنتز هورمون استروئیدی و تعهدش به افزایش تنوع در علم شناخته می‌شد. بیشتر تحقیقات او پیرامون سیتوکروم پی ۴۵۰، یک خانواده از آنزیم‌ها که در تبدیل کلسترول به هورمون استروئیدی نقش دارند، متمرکز بود. او به‌طور ناگهانی در ۴۳ سالگی بر اثر آمبولی ریه در تاریخ ۲۸ ژانویه ۲۰۱۶ در هنگام سفر از فرودگاه دیترویت درگذشت.

## زندگی اولیه و تحصیلات
سوئر در ۲۸ اکتبر ۱۹۷۲ در سنت توماس، جزایر ویرجین به دنیا آمد. او در سنت جان، جزایر ویرجین بزرگ شد. در سال ۱۹۹۳، او مدرک کارشناسی در بیوشیمی از کالج اسپلمن دریافت کرد، جایی که در تحقیقات به عنوان یک دانشجوی برنامه دسترسی اقلیت‌ها به مشاغل تحقیقاتی (MARC) شرکت کرده بود.
او سپس دکترای خود را در داروشناسی از دانشگاه اموری دریافت کرد و در زمینه تنظیم بیان و فعالیت سیتوکروم P450 در کبد و کلیه‌ها در آزمایشگاه ادوارد مورگان تحقیق کرد. این تحقیق با حمایت یک فلوشیپ پیش‌دکترا از مؤسسه پزشکی هاوارد هیوز انجام شد. سپس برای ادامه آموزش به عنوان پژوهشگر پسادکترا به دانشگاه وندربیلت پیوست و در آزمایشگاه مایکل ر. واترمن تنظیم ترانسکریپسیونی آنزیم‌های P450 را مورد مطالعه قرار داد و این کار با حمایت بورسیه پسادکترا از UNCF انجام شد.

## حرفه
سوئر در سال ۲۰۰۲ به هیئت علمی مؤسسه فناوری جورجیا پیوست، جایی که به مطالعه چگونگی تنظیم تولید هورمون‌های استروئیدی توسط آنزیم‌های سیتوکروم P450 پرداخت. او در سال ۲۰۰۸ به درجه استادی ارتقا یافت و در سال ۲۰۰۹ به دانشگاه کالیفرنیا، سن دیگو (UCSD) منتقل شد، جایی که در سال ۲۰۱۵ به درجه استاد تمام رسید. علاوه بر تدریس داروشناسی، او آزمایشگاهی در مدرسه داروسازی اسکگس راه‌اندازی کرد و به تحقیق در مورد چگونگی تنظیم متابولیسم لیپیدها و تأثیر آن‌ها بر سلول‌ها پرداخت.
او کشف کرد که گیرنده‌های هسته‌ای هدف نوعی از لیپیدها به نام اسفینگولیپید هستند و برخی اسفینگولیپیدها و فسفولیپیدها می‌توانند به عنوان لیگاندهای درونی (طبیعی) برای یک تنظیم‌کننده مهم بیوسنتز هورمون‌های استروئیدی به نام فاکتور استروئیدی ۱ (SF-1) عمل کنند. این نشان داد که لیپیدهای هسته‌ای می‌توانند نقش ناشناخته‌ای در تنظیم بیان ژن‌ها ایفا کنند. سوئر در جامعه علمی بسیار فعال بود؛ او عضو هیئت‌تحریریه مجلات مولکولار اندوکرینولوژی و استروئیدها بود و در کمیته‌های متعدد، از جمله کمیته مشاوره زنان در اندوکرینولوژی، کمیته انتشارات انجمن غدد درون‌ریز و کمیته امور اقلیت‌های انجمن غدد درون‌ریز و انجمن بیوشیمی و زیست‌شناسی مولکولی آمریکا (ASBMB) فعالیت داشت. او همچنین به تأسیس و رهبری کارگاه‌های نوشتن گرنت و برنامه‌های مشاوره از طریق ASBMB برای کمک به پیشرفت شغل‌های دانشمندان اقلیت‌های کم‌نماینده پرداخت.
نقش‌های رهبری او شامل معاون رئیس کمیته امور اقلیت‌های ASBMB (MAC) و مدیر همکار در برنامه جایزه توسعه شغلی و تحقیقاتی دانشگاه کالیفرنیا (IRACDA) بود که از پژوهشگران پسادکترا اقلیت‌های کم‌نماینده پشتیبانی می‌کند. او همچنین در بخش‌های مطالعاتی NIH در زمینه آموزش و توسعه نیروی کار و اندوکرینولوژی مولکولی و سلولی خدمت کرد و به عنوان دبیر/خزانه‌دار بخش متابولیسم دارویی انجمن داروسازی و درمان تجربی آمریکا (ASPET) فعالیت داشت.

## افتخارات و جوایز
- بورسیه دسترسی اقلیت‌های کارشناسی برای مشاغل تحقیقاتی، ۱۹۹۱–۱۹۹۳
- فلوشیپ پیش‌دکترا مؤسسه پزشکی هاوارد هیوز، ۱۹۹۳–۱۹۹۸
- فلوشیپ پسادکترا UNCF ۱۹۹۸–۲۰۰۰
- جایزه سفر انجمن بیوشیمی و زیست‌شناسی مولکولی آمریکا، ۲۰۰۰
- جایزه دانشمند برجسته همکاری سرطان جورجیا، ۲۰۰۲
- جایزه توسعه شغلی مؤسسه ملی علوم، ۲۰۰۴
- جایزه فارغ‌التحصیل برجسته دانشگاه اموری در دانشکده هنرها و علوم، ۲۰۱۳

انجمن بیوشیمی و زیست‌شناسی مولکولی آمریکا (ASBMB) به افتخار او بورسیه برجسته مارین ب. سوئر برای دانشجویان کارشناسی را تأسیس کرد تا از دانشجویان کارشناسی بیوشیمی و زیست‌شناسی مولکولی که به افزایش تنوع در علم متعهد هستند، حمایت مالی کند.